# Список лідерів кінопрокату України 2007
Список лідерів кінопрокату України 2007 містить анотоване перерахування лідерів бокс-офісу України для фільмів, що вперше вийшли в український кінопрокат протягом календарного року 2007 та які за всю свою прокатну історію в Україні зібрали суму у понад $1 млн. 
Список включає збори, зароблені фільмами під-час продажу квитків у кінотеатрах; прибуток від VHS/DVD/Blu-Ray/Video-on-demand, показу на ТБ тощо не враховується. Суми вказуються у доларах США і не враховують інфляцію. Якщо не вказано іншого джерела, суми касових зборів наведені за даними сайту Box Office Mojo.
| #  | Назва фільму                           | Країна               | Збори в Україні, $ |
| -- | -------------------------------------- | -------------------- | ------------------ |
| 1  | Іронія долі. Продовження               | Росія                | 4 093 580          |
| 2  | Пірати Карибського моря: На краю світу | США                  | 3 193 670          |
| 3  | Шрек Третій                            | США                  | 2 190 826          |
| 4  | Трансформери                           | США                  | 2 076 813          |
| 5  | Гаррі Поттер та Орден Фенікса          | Велика Британія, США | 2 058 044          |
| 6  | Скарб нації: Книга таємниць            | США                  | 1 803 667          |
| 7  | 300 спартанців                         | США                  | 1 634 440          |
| 8  | Таксі 4                                | Франція              | 1 505 365          |
| 9  | Людина-павук 3: Ворог у тіні           | США                  | 1 439 035          |
| 10 | Дівчина моїх кошмарів                  | США                  | 1 227 819          |
| 11 | Рататуй                                | США                  | 1 142 583          |
| 12 | Оселя зла: Вимирання                   | США, Канада          | 1 076 761          |
| 13 | Міцний горішок 4.0                     | США                  | 1 058 412          |
| 14 | Зоряний пил                            | Велика Британія, США | 1 013 277          |